# 宇都宮駅東口地区整備事業 複合施設棟②
宇都宮駅東口地区整備事業 複合施設棟②（以下、本文では複合施設棟②と記す）とは、JR宇都宮駅東口に建設予定の超高層ビルである。ホテル部分の整備事業組成者であったColours International（カラーズ・インターナショナル、イーホテルの持株会社）が資金難で撤退した直後に起こったパンデミックの影響でホテル事業者の再選定が進まず、2023年12月に至っても未着工である。

## 計画が見直されるまでの経緯

### 計画の公表
- 宇都宮駅東口地区整備方針の公表

2018年1月、宇都宮駅東口地区整備方針が策定され、中央街区に民間施設を誘導する方針であることが明らかになる。民間施設の一つが後にウツノミヤテラスとカンデオホテルズが入居する複合施設棟①であり、もう一つがデュシタニホテルが入居する予定だった複合施設棟②である。民間施設の中の宿泊施設は、公共施設の中のコンベンション施設と連携し相乗効果を図るとされている。
- 整備事業の優先交渉権者が決定

2018年6月、野村不動産を代表構成員とするグループ「うつのみやシンフォニー」が優先交渉権者に選定される。うつのみやシンフォニーが選定された理由の一つとして、催事の主賓の宿泊も可能なグレードの高いシティタイプのホテルの導入を提案したことが挙げられている。複合施設棟②の整備事業組成者の一つとなる北関東綜合警備保障株式会社が構成員として名を連ねているが、この時点ではホテルの運営者はまだ決定していない。
- 施設全体の概要の公表

2019年1月18日付でうつのみやシンフォニーは、複合施設棟②に関してホテル機能の拡充とオフィスフロアの削除を含む施設計画へ変更することに伴う構成員の変更（ビック・ビーが脱退し新たにColours Internationalが加入）を宇都宮市に申請し、同日に承認された。これを受けて1月21日に事業契約が締結され、その後宇都宮駅東口地区整備事業の施設全体の概要が明らかになる。複合施設棟②の1～5階にはフィットネスクラブなどの商業施設が、6～27階にはデュシタニホテルが入居し、施設所有者はそれぞれ北関東綜合警備保障株式会社とColours Internationalとされていた。
Colours Internationalは整備事業組成者としてホテル整備資金の調達と、ホテルを整備し所有する特定目的会社の設立を行い、同社とデュシット・インターナショナルが設立した合弁会社であるDusit Colours株式会社がホテルの運営を行う計画であった。デュシタニホテルは国内外の富裕層やVIPを対象とし、整備事業の目玉になるとみなされ、2022年8月に開業する予定であった。

### 資金難による整備の遅れ
- 整備の遅れが明らかになる

2020年6月、複合施設棟②の整備に遅れが生じるとの報道がなされる。デュシタニホテルの整備事業組成者であるColours Internationalは2019年8月に特定目的会社である合同会社Dusit Thani宇都宮を設立した後、2019年の期日までにホテル整備資金の具体的裏付けを提示できなかったため 、うつのみやシンフォニーは新たにホテルの整備事業組成者及び運営者の選定を行ってきたが、直後に起こった世界的な新型コロナウィルスの感染拡大で宿泊需要の回復が見通せず、早期の事業計画作成が難しくなった。このため、2020年5 月 27 日に基本日程内（2019年 11 月～2020 年 4 月）に借地契約の締結が困難となったとの通知がうつのみやシンフォニーから宇都宮市に提出された。
- 計画の正式な事業延期の申入れ

宇都宮駅東口地区整備事業の複合施設棟②以外の施設は予定通り2020年4月に着工したが、複合施設棟②に関しては、うつのみやシンフォニーが 新型コロナウイルス感染症拡大の収束後のホテル需要の回復を待って事業者の選定を行いたいとの意向から、2020年12月4日付で宇都宮市に複合施設棟②のホテル事業者確定の延期の申入れを提出した。このため、複合施設棟②の建設予定地は空き地のまま2022年秋のJR宇都宮駅東口地区のまちびらきが行われる見込みであるとの報道がなされる。

### 整備の見通し立たず
- 計画が暗礁に乗り上げる

野村不動産が2022年6月に明らかにした宇都宮駅東口地区整備事業完成予想CGには、宇都宮市が2019年1月に明らかにした宇都宮駅東口地区整備事業の施設全体概要で描かれていた複合施設棟②が描かれておらず、代わりに「現在計画中」の文字が記され、複合施設棟②の事業計画作成が暗礁に乗り上げたことが窺える。
- 複合施設棟②以外の施設が開業

2022年11月、ライトキューブ宇都宮の供用が開始し、まちびらき記念式典が開催されるが、複合施設棟②は事業計画作成の見通しが立っていない。
- 2023年12月での状況

JR宇都宮駅東口の「まちびらき記念式典」から１年以上経過した2023年12月になっても、複合施設棟②の建設予定地は更地のままで、暫定広場としてイベントのために貸し出されている。宇都宮市は数社のホテル会社と交渉しているが、パンデミック後の建設コストの高騰で整備事業者が決まっていない。
- 外部監査報告書の公表

2025年3月27日に宇都宮市の令和６年度包括外部監査報告書が公表され、複合施設棟②が未整備である原因と宇都宮市側の落ち度が指摘され、外部監査人から今後に関する進言がなされた。

## 施設計画
宇都宮駅のシンフォニー病院の西側に建設され、27階建てで120mに及ぶ高さは栃木県内最高層となる予定であった。
2018年6月の提案書提出時の施設計画と2019年1月にColours Internationalが構成員参加後に明らかにされた施設計画の相違点は以下の通りである。
|                    | 提案提出時       | Colours International参加後 |
| ------------------ | ---------------- | --------------------------- |
| ホテルブランド     | 未定             | デュシタニ                  |
| 客室数             | 200              | 280                         |
| 階層               | 地下1～地上25 階 | 地下1～地上27階             |
| オフィスフロア     | 有               | 無                          |
| 共用部の具体的計画 | 無               | 有                          |

（注）既にColours Internationalによるデュシタニホテルの出店計画は白紙撤回されている
|          | 提案提出時 | Colours International参加後        |
| -------- | ---------- | ---------------------------------- |
| 27階     | 無         | 宴会場                             |
| 26階     | 無         | レストラン（フランス料理、会議室） |
| 25階     | ホテル     | レストラン（日本料理、タイ料理）   |
| 14～24階 | ホテル     | ホテル                             |
| 13階     | 共用部     | ホテル                             |
| 7～12階  | オフィス   | ホテル                             |
| 6階      | オフィス   | ホテル                             |
| 5階      | オフィス   | フィットネスクラブ                 |
| 4階      | 共用部     | フィットネスクラブ                 |
| 3階      | 共用部     | 保育施設、クリニックモール         |
| 2階      | 共用部     | 商業店舗                           |
| 1階      | 共用部     | エントランス                       |

（注）以上のフロア構成は変更される可能性がある。

## 外部監査報告書の内容

### 外部監査人が指摘した問題点
2025年3月27日に公表された宇都宮市の令和６年度包括外部監査報告書において、JR宇都宮駅東口地区まちびらきから2年以上経った令和7年になっても複合施設棟②が未整備の状態であるのは、Colours Internationalによるデュシタニホテル出店計画が白紙になった後もハイブランドホテルの整備計画が進んでいないことが原因であると指摘されている。その件に関し、宇都宮市側に以下の落ち度があったと指摘されている。
（1）事業者選定時における実行性の検証不足
2018年6月の事業者選定時のうつのみやシンフォニーの提案書には、ハイブランドホテルの事業主体が明示されておらず、事業者選定において資金調達の実現性の検証も行われなかった。翌年1月にColours International が構成員に加わり事業契約を締結する段階においても、同社が担うことになっていた特定目的会社（ホテルの整備・保有を担当する組織）への出資とホテル整備に必要な資金調達の根拠は確認されなかった。
（2）構成員変更の審査の不十分性
2018年3月2日に公表された募集要項では「提案書提出以降の応募グループの構成員変更及び追加は原則認めない」としていたが、提案書提出後の2019年1月18日に構成員からビック・ビーが脱退し、新たにColours Internationalが加わることが承認された。しかし、構成員変更の妥当性や施設計画の見直しに伴う影響についての検証が行われなかった。
（3）事業契約時のペナルティ条項の不備
事業契約書について、実行されない場合の対応についての契約条項が定められていなかった。事業契約においては、構成員の役割に応じた責任の所在を明確に定め、実行されなかった場合にペナルティを課す条項を設ける必要がある。
（4）ホテル整備に係る進行管理の不十分性
複合施設棟②のハイブランドなホテルの整備は、うつのみやシンフォニーの事業提案において重要な施設であり、必ず実現すべきものであると考えられているが、そのための進行管理が不十分である。宇都宮市はColours Internationalに代わるホテル事業者の探索のため事業者ヒアリングを行ったが、その後どのような方策が検討されているのか不明である。
（5）応募資格審査の不備
募集要項では、民間施設を保有する事業者の資格基準のうち、信用力は自己資本金額に基づき審査されるとされていたが、実際には総資産金額に基づき審査が行われていた。

### 外部監査人の進言
複合施設棟②の整備について期限を設定し、期限内に計画を具体化できない場合には、うつのみやシンフォニー以外の事業者の募集や、うつのみやシンフォニーに関係する複合施設棟②の構成員企業に対し、事業契約書第 16 条に定める「債務不履行等」の適用を検討する必要があるとしている。

### 損失
外部監査人は長期にわたり宇都宮駅東口の一等地が未整備の状態であるのは、宇都宮市民や地域経済にとって大きな損失であると指摘した。複合施設棟①と同時期（令和 2 年 4 月）に事業用定期借地契約したと仮定した場合に令和 5 年度までに得られた地代収入は47,647,392 円と推定している。

## 曖昧に報道された部分

### 資金難の当事者
資金難を引き起こしたのはデュシット・インターナショナルではなく、Colours Internationalである。Colours Internationalは整備事業組成者としてホテル部分の整備に必要となる資金の調達とホテルを整備し所有する特定目的会社の設立を担当していた。
デュシタニ宇都宮を運営する予定であったDusit Colours（デュシットカラーズ）株式会社にColours Internationalは51％出資していたことに加え、Dusit Coloursの代表取締役にはColours Internationalの取締役会長である中村裕が、取締役副会長にはColours Internationalの代表取締役である松本義弘が就任していた ことから、デュシット・インターナショナルはこの件に関してほとんど関係していなかったとみられる。

### パンデミックは資金難の原因ではない
資金難はColours International が、2023年7月に出資の受入れ、預り金及び金利等の取締りに関する法律（出資法）違反の容疑で起訴されたリベレステ から多額の融資を受けなければならない程、財務基盤が脆弱であったことが原因であり （「Colours International #リベレステとの関係」を参照）、その問題はコロナ禍以前に生じていた。
うつのみやシンフォニーがホテル事業者の再選定を行っていた時期がコロナ禍と重なっていたため、パンデミックが資金難と結びつけられたものと思われる。Colours International が資金難を引き起こし、デュシタニホテルの事業自体から撤退した後、うつのみやシンフォニーがホテル事業者の再選定を行っていた時期にパンデミックに見舞われたため、複合施設棟②の整備が不透明になったのである。

## 年表
- 2018年
  - 1月 - 宇都宮駅東口地区整備方針が策定され、民間施設を誘導する方針であることが明らかになる[3]
  - 6月 - うつのみやシンフォニーが整備事業の優先交渉権者に選定される[4]
- 2019年
  - 1月18日 - 複合施設棟②の施設計画変更に伴い構成員の変更（ビック・ビーが脱退し新たにColours Internationalが加入）が宇都宮市に申請される[7]
  - 1月21日 - 事業契約が締結され[8]、宇都宮駅東口地区整備事業の施設全体の概要が明らかになり、複合施設棟②にデュシタニホテルの入居が決定する[11]
  - 8月 – Colours Internationalはデュシタニ宇都宮を出店するため、特定目的会社である合同会社Dusit Thani宇都宮を設立[15]
  - 9～11月頃 - Colours Internationalは期日までにホテル整備資金の具体的裏付けを提示できず[16]
  - 12月 - Dusit Colours株式会社がD & J 株式会社に名称を変更 [33]（出資比率はデュシット・インターナショナルの100％に変更[34]され、同社の完全子会社となり、事実上、Colours Internationalはデュシタニホテルの事業から撤退）
  - 12月以降 - うつのみやシンフォニーはホテル事業者の再選定作業を始める[16]
- 2020年
  - 3月 - 世界保健機関（WHO）は新型コロナウイルスの世界的な感染拡大を「パンデミック」に相当すると認定する[36]
  - 5月27日 - うつのみやシンフォニーから2020 年 4 月までの基本日程内に借地契約の締結が困難となったとの通知が宇都宮市に提出される[17]
  - 6月 - Colours Internationalが2019年の段階で資金調達に難航し、複合施設棟②の整備に遅れが出ることが明らかになる[16]
  - 12月４日 - うつのみやシンフォニーから宇都宮市に複合施設棟②のホテル事業者確定の延期の申入れが提出される[18]
- 2022年 11月 - JR宇都宮駅東口地区のまちびらき記念式典が行われるが、複合施設棟②着工の目途は立たず[21]
  - 2025年3月27日 - 宇都宮市の令和６年度包括外部監査報告書が公表され、複合施設棟②が未整備である原因などが指摘される[25]